# Eintracht Wetzlar
Eintracht Wetzlar, Eintracht Wetzlar 1905 e.V., tysk fotbollsklubb i Wetzlar, Tyskland
Eintracht Wetzlars klubbmärke består av en örn.

## Kända spelare
- Nia Künzer